# Церковь Святого Петра (Люблин)
Церковь святого апостола Петра (пол. Kościół św. Piotra Apostoła) — церковь католической архиепархии Люблина в Польше. Храм расположен на Королевской улице в Люблине. С 10 марта 1967 года церковь внесена в список памятников архитектуры под номером A/265.

## История
Первоначально церковь принадлежала бернардинцам. Ныне храм находится в ведении иезуитов. Строительство кирпичной церкви и монастыря началось в 1636 году и с перерывами продолжалось до 1658 года. Храм был построен в стиле люблинского ренессанса. Здание пострадало во время пожара в 1768 году. Реконструкция церкви в стиле барокко длилась с 1768 по 1780 год. Храм был расширен за счет возведения ризницы. В 1874 году он был капитально отремонтирован. Ремонт церкви проводился также несколько раз в течение XX века.

## Описание
Построенная в стиле люблинского ренессанса, после пожара церковь была восстановлена в стиле барокко. Храм представляет собой небольшую однонефную базилику с барочным интерьером. В 1899 году интерьер был украшен нео-барочной росписью кисти Владислава Барвицкого. Алтарь обращён на восток. Особого внимания заслуживает богато украшенный барочный фасад.